# Anne Hobbs
Anne Hobbs (Nottingham, 21 de agosto de 1959) es una ex tenista profesional y entrenadora británica.

## Trayectoria
Hobbs vivía en Alderley Edge.Comenzó en el Wilmslow Tennis Club.Representó a Gran Bretaña en la Copa Wightman y la Copa Federación de 1978 a 1989. Fue la mejor jugadora británica en sus 12 años de carrera y alcanzó la mejor clasificación en la WTA de 33 en individuales y 6 en dobles.
Aunque principalmente era especialista en dobles, llegó a la final del Abierto de Australia en 1983 y al Abierto de Estados Unidos en 1984 con Wendy Turnbull y al Abierto de Australia de dobles mixtos en 1987 con Andrew Castle, ganó títulos individuales en Indianápolis en 1983 y en Auckland en 1985 y los británicos cerraron en 1985.
En individuales venció a Virginia Wade, Rosie Casals, Jo Durie, Carling Bassett y Zina Garrison. 
Durante una pausa por lesión, desarrolló una carrera televisiva, primero como productora del famoso programa británico de preguntas sobre celebridades “A Question of Sport” y luego como comentarista de la BBC. Posteriormente trabajó con Brad Holbrook en “A Tip from A Pro” en Estados Unidos. Trabaja como entrenadora de tenis y consultora en el área de la psicología deportiva.

## Finales del circuito WTA

### Individuales (2-0)
| Leyenda               |
| Gran Slam (0/0)       |
| Campeonatos WTA (0/0) |
| Nivel I (0/0)         |
| Nivel II (0/0)        |
| Nivel III (0/0)       |
| Nivel IV y V (0/0)    |
| Sin categoría (2/0)   |

| Finales por superficie |
| Pista dura(1/0)        |
| Tierra batida(0/0)     |
| Hierba (1/0)           |
| Moqueta (0/0)          |

| Resultado | Fecha                   | Categoría | Torneo                       | Superficie | Adversario         | Puntaje       |
| --------- | ----------------------- | --------- | ---------------------------- | ---------- | ------------------ | ------------- |
| Ganadora  | 14 de febrero de 1983   | $50,000   | Indianápolis, Estados Unidos | Duro       | </img> Ginny Purdy | 6–4, 6–7, 6–4 |
| Ganadora  | 15 de diciembre de 1985 | $50,000   | Auckland, Nueva Zelanda      | Hierba     | </img> Luisa Campo | 6–3, 6–1      |

### Dobles (8-12)
| Leyenda               |
| Gran Slam (0/2)       |
| Campeonatos WTA (0/0) |
| Nivel I (0/0)         |
| Nivel II (0/0)        |
| Nivel III (0/0)       |
| Nivel IV y V (0/0)    |
| Sin categoría (8/10)  |

| Finales por superficie |
| Pista dura (2/2)       |
| Tierra batida (1/5)    |
| Hierba (4/4)           |
| Moqueta (1/1)          |

| Resultado | Fecha                   | Categoría  | Torneo                       | Superficie     | Pareja                           | Oponentes                            | Score                |
| --------- | ----------------------- | ---------- | ---------------------------- | -------------- | -------------------------------- | ------------------------------------ | -------------------- |
| Finalista | 10 de diciembre de 1978 | $75,000    | Sydney, Australia            | hierba         | Judy Chaloner                    | Kerry Reid Wendy Turnbull            | 2–6, 6–4, 2–6        |
| Finalista | 8 de noviembre de 1981  | $50,000    | Hong Kong                    | Clay           | Susan Leo                        | Ann Kiyomura Sharon Walsh            | 3–6, 4–6             |
| Ganadoraa | 13 de junio de 1982     | $100,000   | Birmingham, Great Britain    | hierba         | Jo Durie                         | Rosie Casals Wendy Turnbull          | 6–3, 6–2             |
| Ganadoraa | 23 de mayo de 1983      | $150,000   | Berlin, Germany              | Carpet         | Jo Durie                         | Claudia Kohde-Kilsch Eva Pfaff       | 6–4, 7–6(7–2)        |
| Finalista | 19 de junio de 1983     | $150,000   | Eastbourne, Great Britain    | hierba         | Jo Durie                         | Martina Navratilova Pam Shriver      | 1–6, 0–6             |
| Ganadoraa | 21 de agosto de 1983    | $200,000   | Toronto, Canada              | Hard           | Andrea Jaeger                    | Rosalyn Fairbank Candy Reynolds      | 6–4, 5–7, 7–5        |
| Ganadoraa | 20 de noviembre de 1983 | $150,000   | Brisbane, Australia          | hierba         | Wendy Turnbull                   | Pam Shriver Sharon Walsh             | 6–3, 6–4             |
| Ganadoraa | 27 de noviembre de 1983 | $150,000   | Sydney, Australia            | hierba         | Wendy Turnbull                   | Hana Mandlíková Helena Suková        | 6–4, 6–3             |
| Finalista | 12 de diciembre de 1983 | Grand Slam | Australian Open, Australia   | hierba         | Wendy Turnbull                   | Martina Navratilova Pam Shriver      | 4–6, 7–6, 2–6        |
| Ganadoraa | 23 de enero de 1984     | $50,000    | Denver, United States        | Hard           | Marcella Mesker                  | Sherry Acker Candy Reynolds          | 6–2, 6–3             |
| Finalista | 29 de enero de 1984     | $100,000   | Marco Island, United States  | Clay           | Andrea Jaeger                    | Hana Mandlíková Helena Suková        | 6–3, 2–6, 2–6        |
| Finalista | 16 de abril de 1984     | $200,000   | Hilton Head, United States   | Clay           | Sharon Walsh                     | Claudia Kohde-Kilsch Hana Mandlíková | 5–7, 2–6             |
| Finalista | 22 de abril de 1984     | $250,000   | Amelia Island, United States | Clay           | Mima Jaušovec                    | Kathy Jordan Anne Smith              | 4–6, 6–3, 4–6        |
| Finalista | 23 de abril de 1984     | $200,000   | Orlando, United States       | Clay           | Wendy Turnbull                   | Claudia Kohde-Kilsch Hana Mandlíková | 0–6, 6–1, 3–6        |
| Ganadoraa | 20 de mayo de 1984      | $150,000   | Berlin, Germany              | Clay           | Candy Reynolds                   | Kathy Horvath Virginia Ruzici        | 6–3, 4–6, 7–6(13–11) |
| Finalista | 9 de septiembre de 1984 | Grand Slam | US Open, United States       | Hard           | Wendy Turnbull                   | Martina Navratilova Pam Shriver      | 2–6, 4–6             |
| Finalista | 20 de mayo de 1985      | $75,000    | Melbourne, Australia         | Carpet         | Kathy Jordan                     | Pam Shriver Liz Smylie               | 2–6, 7–5, 1–6        |
| Ganadoraa | 15 de diciembre de 1985 | $50,000    | hierba                       | Candy Reynolds | Lea Antonoplis Adriana Villagrán | 6–1, 6–3                             |                      |
| Finalista | 19 de julio de 1987     | $150,000   | Newport, United States       | hierba         | Kathy Jordan                     | Gigi Fernández Lori McNeil           | 6–7(5–7), 5–7        |
| Finalista | 30 de agosto de 1987    | $150,000   | Mahwah, United States        | Hard           | Liz Smylie                       | Gigi Fernández Lori McNeil           | 3–6, 2–6             |

### Dobles mixtos (0-1)
| Finales por superficie |
| Pista dura (0/0)       |
| Tierra batida (0/0)    |
| Hierba (0/1)           |
| Moqueta (0/0)          |

| Resultado  | Fecha               | Categoría | Torneo                          | Superficie | Asociación                | Oponentes                                  | Puntaje             |
| ---------- | ------------------- | --------- | ------------------------------- | ---------- | ------------------------- | ------------------------------------------ | ------------------- |
| Subcampeón | 1987 de enero de 25 | gran slam | Abierto de Australia, Australia | Césped     | </img> Castillo de Andrés | </img>Sherwood Stewart </img>Zina Garrison | 6–3, 6–7 (5–7), 2–6 |

## Cronogramas de desempeño
Leyenda
| G | F | SF | CF | #R | RR | C# | P# | NSC | NE | A | Z# | PO | O | P | B | ATP# | TI | TD | ND |

(*) Recibió un bye en la primera ronda.

### Individual
| Torneo                      | 1977 | 1978 | 1979 | 1980 | 1981 | 1982 | 1983 | 1984 | 1985 | 1986            | 1987 | 1988 | 1989 | W–L   |
| --------------------------- | ---- | ---- | ---- | ---- | ---- | ---- | ---- | ---- | ---- | --------------- | ---- | ---- | ---- | ----- |
| abierto de Australia        | A/A  | A    | A    | A    | 2R   | A    | 2R   | A    | 3R   | NUEVA HAMPSHIRE | 4R   | A    | A    | 7–4   |
| abierto Francés             | A    | A    | 2R   | 2R   | 2R * | 1R   | 4R   | 2R   | 1R   | 3R              | A    | A    | A    | 8–8   |
| Wimbledon                   | 2R * | 1R   | 2R   | 2R * | 4R   | 2R * | 1R   | 4R   | 2R   | 3R              | 2R   | A    | 3R   | 13-12 |
| Abierto de Estados Unidos   | A    | 3R * | 2R * | 2R   | 1R   | A    | 1R   | 1R   | 3R   | 1R              | 4R   | A    | A    | 7–9   |
| Clasificación de fin de año | –    | 61   | 82   | 41   | 34   | 104  | 46   | 59   | 40   | 99              | 42   | –    | 229  | N / A |

### Dobles
| Torneo                      | 1982 | 1983 | 1984 | 1985 | 1986          | 1987 | 1988 | 1989 | W–L   |
| --------------------------- | ---- | ---- | ---- | ---- | ------------- | ---- | ---- | ---- | ----- |
| abierto de Australia        | A    | F    | A    | SF   | New Hampshire | QF   | A    | A    | 9–3   |
| abierto Francés             | 3R * | SF   | 3R   | 3R   | 2R            | A    | A    | A    | 10–5  |
| Wimbledon                   | 2R   | SF * | 2R   | 1R   | 1R            | 3R   | A    | 1R   | 7–7   |
| Abierto de Estados Unidos   | A    | QF   | F    | 3R   | 1R            | SF   | A    | 1R   | 14–6  |
| Clasificación de fin de año | –    | –    | 15   | 20   | 36            | 18   | –    | 99   | N / A |

### Dobles mixtos
| Torneo                    | 1978 | 1979 | 1980 | 1981 | 1982 | 1983 | 1984 | 1985 | 1986          | 1987 | 1988 | 1989 | W–L  |
| ------------------------- | ---- | ---- | ---- | ---- | ---- | ---- | ---- | ---- | ------------- | ---- | ---- | ---- | ---- |
| abierto de Australia      | A    | A    | A    | A    | A    | A    | A    | A    | NEW HAMPSHIRE | F    | A    | A    | 4–1  |
| abierto Francés           | A    | A    | A    | A    | A    | A    | A    | A    | A             | A    | A    | A    | 0-0  |
| Wimbledon                 | 1R   | 1R   | 1R   | 2R * | 1R   | 1R   | QF   | 2R   | 3R            | 1R   | A    | 2R   | 7-11 |
| Abierto de Estados Unidos | A    | A    | 2R   | 1R   | A    | QF   | 2R   | A    | 1R            | 1R   | A    | A    | 4–6  |

### Copa Federación
| World Group                  |                                    |            |                    |                  |                   |                             |                              |                        |
| Date                         | Venue                              | Surface    | Round              | Opponents        | Final match score | Match                       | Opponent                     | Rubber score           |
| 27 Nov – 3 Dec 1978          | Kooyong Club, Melbourne, Australia | Hierba (O) | R1                 | España           | 3–0               | Dobles (con Michelle Tyler) | Álvarez/Perea                | 8–6, 2–6, 6–2 (W)      |
| 27 Nov – 3 Dec 1978          | Kooyong Club, Melbourne, Australia | Hierba (O) | SF                 | Estados Unidos   | 0–3               | Dobles (con Sue Barker)     | Casals/King                  | 6–1, 3–6, 4–6 (L)      |
| 30 abril – 6 de mayo de 1979 | Madrid, Spain                      | Clay (O)   | QF                 | Checoslovaquia   | 0–3               | Dobles (con Michelle Tyler) | Mandlíková/Tomanová          | 6–8, 5–7 (L)           |
| 19–25 Jul 1982               | Santa Clara, United States         | Dura(O)    | R1                 | Italia           | 2–1               | Dobles (con Jo Durie)       | Murgo/Simmonds               | 6–4, 6–3 (W)           |
| 19–25 Jul 1982               | Santa Clara, United States         | Dura(O)    | R2                 | Israel           | 3–0               | Dobles (con Virginia Wade)  | Bialistozky/Binyamini        | 6–2, 6–1 (W)           |
| 19–25 Jul 1982               | Santa Clara, United States         | Dura(O)    | QF                 | Checoslovaquia   | 1–2               | Dobles (con Jo Durie)       | Budařová/Suková              | 6–2, 4–6, 6–3 (W)      |
| 17–24 Jul 1983               | Zürich, Switzerland                | Clay (O)   | R1                 | Luxemburgo       | 3–0               | Dobles (con Jo Durie)       | Huberty/Wolter               | 6–0, 6–0 (W)           |
| 17–24 Jul 1983               | Zürich, Switzerland                | Clay (O)   | R2                 | Brasil           | 3–0               | Dobles (con Jo Durie)       | Medrado/Monteiro             | 6–3, 6–2 (W)           |
| 17–24 Jul 1983               | Zürich, Switzerland                | Clay (O)   | QF                 | Alemania Federal | 1–2               | Dobles (con Jo Durie)       | Bunge/Pfaff                  | 3–6, 6–4, 10–8 (W)     |
| 15–22 Jul 1984               | São Paulo, Brazil                  | Clay (O)   | R1                 | 1971             | 0–3               | Singles                     | Katerina Maleeva             | 4–6, 6–3, 2–6 (L)      |
| 15–22 Jul 1984               | São Paulo, Brazil                  | Clay (O)   | R1                 | 1971             | 0–3               | Dobles (con Amanda Brown)   | K. Maleeva/Maleeva-Fragniere | 6–7, 5–7 (L)           |
| 15–22 Jul 1984               | São Paulo, Brazil                  | Clay (O)   | R2 * (Consolation) | Hungría          | 2–1               | Singles                     | Andrea Ritecz                | 2–6, 6–7 (L)           |
| 15–22 Jul 1984               | São Paulo, Brazil                  | Clay (O)   | QF (Consolation)   | Canadá           | 2–1               | Singles                     | Claudine Pelletier           | 5–7, 6–2, 4–6 (L)      |
| 15–22 Jul 1984               | São Paulo, Brazil                  | Clay (O)   | SF (Consolation)   | Brasil           | 1–2               | Dobles (con Amanda Brown)   | Medrado/Monteiro             | 5–7, 5–7 (L)           |
| 6–14 Oct 1985                | Nagoya, Japan                      | Dura(O)    | R1                 | Alemania Federal | 3–0               | Dobles (con Jo Durie)       | Betzner/Keppeler             | 6–4, 3–6, 6–1 (W)      |
| 6–14 Oct 1985                | Nagoya, Japan                      | Dura(O)    | R2                 | Japón            | 2–1               | Singles                     | Masako Yanagi                | 7–5, 3–6, 2–6 (L)      |
| 6–14 Oct 1985                | Nagoya, Japan                      | Dura(O)    | R2                 | Japón            | 2–1               | Dobles (con Jo Durie)       | Inoue/Yanagi                 | 6–7(2–7), 6–3, 6–2 (W) |
| 6–14 Oct 1985                | Nagoya, Japan                      | Dura(O)    | QF                 | Bulgaria         | 1–2               | Dobles (con Jo Durie)       | K. Maleeva/Maleeva-Fragniere | 5–4, ret. (W)          |
| 20–27 Jul 1986               | Prague, Czechoslovakia             | Clay (O)   | R1                 | Dinamarca        | 0–3               | Singles                     | Lone Vandborg                | 6–3, 5–7, 3–6 (L)      |
| 20–27 Jul 1986               | Prague, Czechoslovakia             | Clay (O)   | R1                 | Dinamarca        | 0–3               | Dobles (con Jo Durie)       | Moller/Scheuer-Larsen        | 2–6, 6–7(1–7) (L)      |
| 20–27 Jul 1986               | Prague, Czechoslovakia             | Clay (O)   | R2 * (Consolation) | Finlandia        | 3–0               | Singles                     | Maija Suonpaa                | 6–2, 6–0 (W)           |
| 20–27 Jul 1986               | Prague, Czechoslovakia             | Clay (O)   | R2 * (Consolation) | Finlandia        | 3–0               | Dobles (con Annabel Croft)  | Suonpaa/Thorén               | 6–0, 6–1 (W)           |
| 20–27 Jul 1986               | Prague, Czechoslovakia             | Clay (O)   | QF (Consolation)   | Indonesia        | 3–0               | Singles                     | Yayuk Basuki                 | 7–5, 7–5 (W)           |
| 20–27 Jul 1986               | Prague, Czechoslovakia             | Clay (O)   | QF (Consolation)   | Indonesia        | 3–0               | Dobles (con Annabel Croft)  | Anggarkusuma/Basuki          | 6–2, 4–6, 6–2 (W)      |
| 20–27 Jul 1986               | Prague, Czechoslovakia             | Clay (O)   | SF (Consolation)   | Hungría          | 3–0               | Singles                     | Réka Szikszay                | 6–3, 6–2 (W)           |
| 20–27 Jul 1986               | Prague, Czechoslovakia             | Clay (O)   | SF (Consolation)   | Hungría          | 3–0               | Dobles (con Annabel Croft)  | Inoue/Szikszay               | 2–1, ret. (W)          |
| 20–27 Jul 1986               | Prague, Czechoslovakia             | Clay (O)   | F (Consolation)    | Unión Soviética  | 2–1               | Singles                     | Natalia Zvereva              | 6–3, 7–5 (W)           |
| 20–27 Jul 1986               | Prague, Czechoslovakia             | Clay (O)   | F (Consolation)    | Unión Soviética  | 2–1               | Dobles (con Annabel Croft)  | Egorova/Cherneva             | 2–6, 1–6 (L)           |
| 26 Jul – 2 Aug 1987          | Vancouver, Canada                  | N/A        | R1                 | Chile            | 3–0               | Dobles (con Jo Durie)       | Espinoza/Miranda             | 6–1, 6–0 (W)           |
| 26 Jul – 2 Aug 1987          | Vancouver, Canada                  | N/A        | R2                 | Italia           | 2–1               | Dobles (con Jo Durie)       | Cecchini/Reggi-Concato       | 6–7, 7–5, 6–4 (W)      |
| 26 Jul – 2 Aug 1987          | Vancouver, Canada                  | N/A        | QF                 | Estados Unidos   | 0–3               | Dobles (con Jo Durie)       | Burgin/Garrison              | 5–7, 5–7 (L)           |
| 1–9 Oct 1989                 | Tokyo, Japan                       | Dura(O)    | R1                 | Indonesia        | 3–0               | Dobles (con Jo Durie)       | Anggarkusuma/Basuki          | 7–5, 6–3 (W)           |
| 1–9 Oct 1989                 | Tokyo, Japan                       | Dura(O)    | R2                 | Austria          | 1–2               | Dobles (con Jo Durie)       | Paulus/Schwarz               | 3–6, 7–6(7–3), 6–3 (W) |

## Nota
- Esta obra contiene una traducción  derivada de «Anne Hobbs» de Wikipedia en inglés, concretamente de esta versión, publicada por sus editores bajo la Licencia de documentación libre de GNU y la Licencia Creative Commons Atribución-CompartirIgual 4.0 Internacional.